# Bockhartseehütte

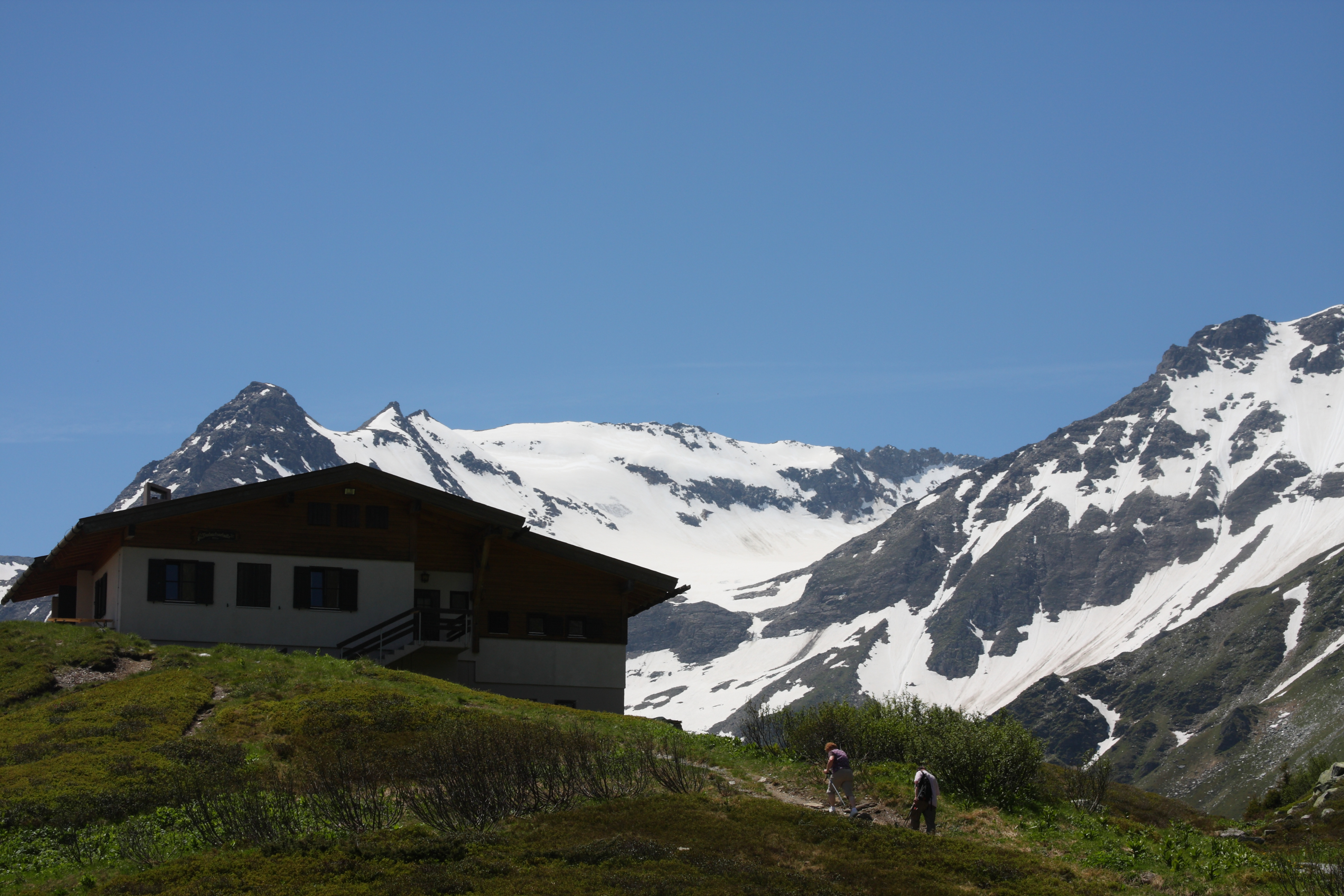
Bockhartseehütte (2009)

Die Bockhartseehütte ist eine Gastwirtschaft in der Gemeinde Bad Gastein im österreichischen Bundesland Salzburg.

## Lage und Umgebung
Die Bockhartseehütte steht auf einer Höhe von 1933 m ü. A. am südlichen Ufer des Unteren Bockhartsees und an den östlichen Hängen des Kolmkarspitzes in der Goldberggruppe. Sie ist eine eigene Ortslage der Ortschaft Bad Gastein und gehört zur Katastralgemeinde Böckstein und zum Landschaftsschutzgebiet Gasteiner-Tal. Die Hütte wird in den Sommermonaten bewirtschaftet. Es werden warme und kalte Speisen auch aus eigener Erzeugung angeboten. Über die Bockhartseehütte verlaufen die Weitwanderwege Rupertiweg und Salzburger Almenweg. Hier gibt es eine Stempelstelle für Wandernadeln des Österreichischen Alpenvereins.
Zum Unteren Bockhartsee hin erstrecken sich Moore und Grünerlen-Buschwälder. Richtung Süden und Osten liegt eine Heidelbeer-Heide. Die Gamswild-Ruhezone unmittelbar westlich der Hütte darf von 1. Dezember bis 31. Mai nicht betreten werden.

## Geschichte
Ein Gebäude namens Bockhartseehütte gab es am Unteren Bockhartsee bereits Anfang des 20. Jahrhunderts. Als Gastwirtschaft neu errichtet wurde das Haus 1928 von Josef Jakober. Es hieß damals auch Alpenkaffee Bockhartsee. Dieses Gebäude wurde 1981 abgetragen, als am See ein Kraftwerk errichtet wurde. Die Bockhartseehütte wurde dann auf einer Anhöhe mehrere hundert Meter weiter südlich neu erbaut. Nach einem Eigentümerwechsel im Jahr 2011 wurde das Haus umgebaut.